# Musaranya de Gaspé
La musaranya de Gaspé (Sorex gaspensis) és una espècie de mamífer de la família de les musaranyes que es troba al Canadà, concretament al sud-est del Quebec, Nova Brunswick i Nova Escòcia. Diversos autors en fan una subespècie de la musaranya cuallarga (S. dispar).